# Маринела
Маринела (мађ. Marinella), је женско име које се користи у мађарском језику, води порекло из италијанског језика и један је од облика имена Марина.
Сродна имена су: Манон, Мара, Маријан, Маријана, Марица, Маринета, Маријон, Мариора, Марита, Маша, Мија, Мијета, Мирјам и Рија.

## Имендани
- 25. март.
- 9. јул.
- 20. јул.